# Танхизыдарья
Танхизыдарья́, Танхаздарья, Танхаз, Танхазыдарья, Танхазы, Танхизадарья (узб. Tanxozdaryo/Танхоздарё) — река в Шахрисабзском и Чиракчинском (небольшой концевой участок) районах Кашкадарьинской области Узбекистана, левый приток реки Кашкадарья.

## Общее описание
Длина реки составляет 93 км, площадь бассейна, считая от кишлака Нушкент (в устье реки), составляет 1910 км² (площадь водосбора выше кишлака Каттаган — 425 км², эта цифра может указываться в качестве площади всего бассейна). Танхизыдарье свойственно колебание среднегодовых расходов воды: в многоводные годы они возрастают вплоть до 10,1 м³/с, в маловодные — снижаются вплоть до 1,67 м³/с. В Нушкенте среднемноголетний расход воды составил 5,46 м³/с при коэффициенте изменчивости стока в 0,563 (за 35 лет наблюдений в 1930—1974 годах). Питание реки снегово-дождевое, частично также ледниковое. Она полноводна в период с марта по июнь, с середины лета количество воды уменьшается.

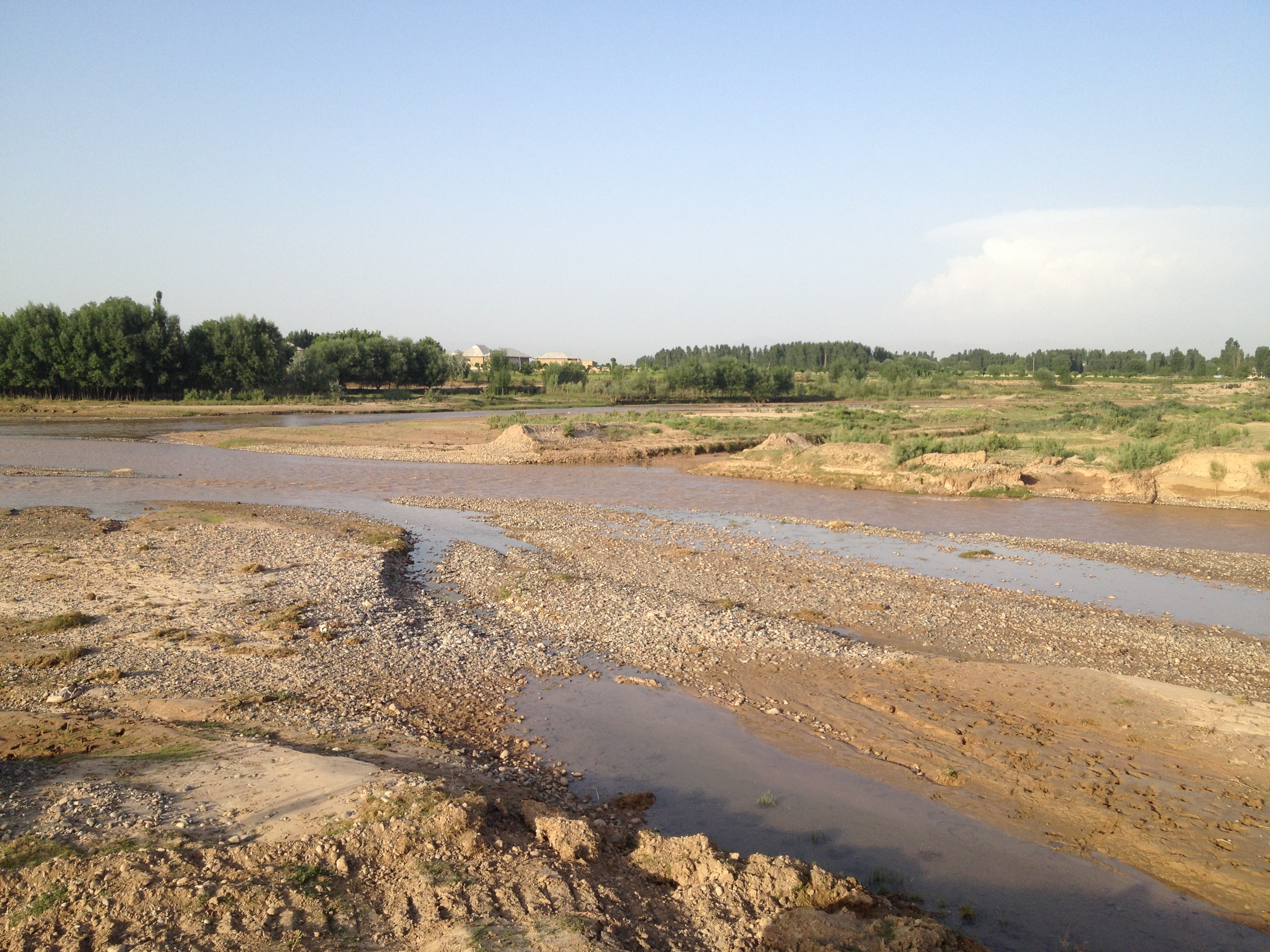
Впадение Яккабагдарьи (рукава Кзылсу) в Танхизыдарью

## Течение реки
Танхизыдарья берёт начало на западном склоне Гиссарского хребта, вытекая из высокогорного озера Кичикгозий[где?] на высоте 3900 м. Проходит западном направлении по территории Шахрисабзского района. Порядка 70 км течения приходится на горы. В нижнем течении протекает по южной окраине города Шахрисабз. Впадает слева в реку Кашкадарью за кишлаком Нушкент, выходя на территорию Чиракчинского района.

## Притоки Танхизадырьи
Притоком Танхизыдарьи является значительная река Яккабагдарья (рукав Кзылсу, слева).